# Przedwał
Przedwał (fosbreja, fossebreja) – przestrzeń przed wałem (między skarpą wału i skarpą rowu) w dawnych fortyfikacjach. Służyła jako droga wzdłuż wału (droga rontowa) lub stanowisko strzeleckie. Przy fortyfikacjach ziemnych zamiast przedwału stosowano bermę.
Fossebreją nazywano też niski wał w forcie, oddzielający pozycje bojowe piechoty i artylerii.